# Yên Thủy
Yên Thủy là một huyện cũ nằm ở phía đông nam tỉnh Hòa Bình, Việt Nam.

## Địa lý
Yên Thủy là huyện cực nam của tỉnh Hòa Bình, có địa vị trí địa lý:
- Phía đông giáp huyện Lạc Thủy
- Phía tây giáp huyện Lạc Sơn
- Phía nam giáp huyện Nho Quan, tỉnh Ninh Bình
- Phía bắc giáp huyện Kim Bôi.

Huyện Yên Thủy có diện tích 282,1 km², dân số vào 31/12/2019 là 60.444 người, trong đó phần lớn là người Mường (chiếm 69,22 %), dân tộc Kinh (chiếm 30,06%), các dân tộc khác chiếm 0,741%. Mật độ dân số đạt 381 người/km².
Huyện có độ cao trung bình 24 m so vơi mặt nước nước biển. Chiều dài trung bình là 26 km, chiều rộng trung bình là 12 km, phân thành 3 vùng sản xuất chuyên canh. Một phần vườn quốc gia Cúc Phương nằm trên địa bàn huyện.
Ngoài ra, huyện có một số tài nguyên khoáng sản như: than đá chất lượng cao ở các xã (Lạc Sỹ, Lạc Lương, Bảo Hiệu, Đoàn Kết, Ngọc Lương, Hữu Lợi) và dạng sa khoáng, mỏ đất sét ở vùng 2, các mỏ đá vôi dùng trong sản xuất xi măng, đá xây dựng, nước khoáng Ngọc Lương... nhưng chưa được khai thác đầu tư nhiều so với tiềm năng hiện có.

## Hành chính
Huyện Yên Thủy có 11 đơn vị hành chính cấp xã trực thuộc, bao gồm thị trấn Hàng Trạm (huyện lỵ) và 10 xã: Bảo Hiệu, Đa Phúc, Đoàn Kết, Hữu Lợi, Lạc Lương, Lạc Sỹ, Lạc Thịnh, Ngọc Lương, Phú Lai, Yên Trị.

## Lịch sử
Trước Cách mạng Tháng Tám năm 1945, các xã Ngọc Lương, Yên Trị, Phú Lai, Yên Lạc, Lạc Thịnh và một phần xã Lạc Lương, Lạc Sỹ thuộc tổng Lạc và tổng Lạng Phong, phủ Nho Quan, tỉnh Ninh Bình, phần còn lại của các xã Lạc Lương và Lạc Hưng thuộc về huyện Lạc Thủy, tỉnh Hà Nam.
Tháng 4 năm 1946, để đáp ứng tình hình cách mạng lúc bấy giờ, xã Lạc Thủy đổi tên thành Lạc Thịnh; các xã Ngọc Ứng, Phúc Lương, Yên Thái, Thắc La, Phủ Vệ hợp thành xã Đoàn Kết, nhằm tạo thêm sức mạnh đoàn kết toàn dân.
Ngày 1 tháng 5 năm 1953, Ủy ban kháng chiến hành chính Liên khu III quyết định cắt 5 xã phía tây huyện Nho Quan là: Quang Minh, Phú Thịnh, Đoàn Kết, Bảo Lương và Yên Sơn nhập về huyện Lạc Thủy, đồng thời chuyển huyện Lạc Thủy về trực thuộc tỉnh Hoà Bình.
Năm 1954, Chính phủ và Liên khu III chia xã Quang Minh thành 2 xã: Ngọc Lương và Yên Trị; xã Phú Thịnh thành 3 xã: Lạc Thịnh, Yên Lạc và Phú Lai; Liên xã Đoàn Kết- Hữu Lợi thành 2 xã: Đoàn Kết và Hữu Lợi; xã Bảo Lương đổi tên thành xã Bảo Hiệu; xã Yên Sơn đổi tên thành xã Lạc Lương.
Huyện Yên Thủy được thành lập vào ngày 17 tháng 8 năm 1964 trên cơ sở một phần diện tích và dân số của huyện Lạc Thủy, gồm 11 xã: Bảo Hiệu, Đoàn Kết, Hữu Lợi, Lạc Hưng, Lạc Lương, Lạc Sỹ, Lạc Thịnh, Ngọc Lương, Phú Lai, Yên Lạc và Yên Trị.
Ngày 10 tháng 9 năm 1969, thành lập thị trấn nông trường 2 tháng 9 trực thuộc huyện Yên Thủy.
Năm 1975, hợp nhất tỉnh Hòa Bình và tỉnh Hà Tây thành tỉnh Hà Sơn Bình, huyện Yên Thủy thuộc tỉnh Hà Sơn Bình. và đến ngày 12 tháng 8 năm 1991, huyện Yên Thủy thuộc tỉnh Hòa Bình vừa tái lập.
Ngày 1 tháng 8 năm 1994, thành lập thị trấn Hàng Trạm, thị trấn huyện lỵ huyện Yên Thủy trên cơ sở 270 ha diện tích tự nhiên và 4.444 người của xã Yên Lạc.
Ngày 27 tháng 3 năm 1999, chuyển xã Đa Phúc thuộc huyện Lạc Sơn về huyện Yên Thủy quản lý; giải thể thị trấn nông trường 2-9, địa bàn sáp nhập vào các xã lân cận.
Ngày 17 tháng 12 năm 2019, Ủy ban Thường vụ Quốc hội ban hành Nghị quyết số 830/NQ-UBTVQH14 về việc sắp xếp các đơn vị hành chính cấp huyện, cấp xã thuộc tỉnh Hòa Bình (nghị quyết có hiệu lực từ ngày 1 tháng 1 năm 2020). Theo đó:
- Sáp nhập xã Lạc Hưng vào xã Bảo Hiệu
- Sáp nhập xã Yên Lạc vào thị trấn Hàng Trạm.

Huyện Yên Thủy có 1 thị trấn và 10 xã trực thuộc.

## Giao thông
- Quốc lộ 12B nối từ thành phố Tam Điệp qua thị trấn Hàng Trạm đến huyện Tân Lạc
- Đường Hồ Chí Minh

## Xã hội
Yên Thủy cùng với Lạc Thủy là hai huyện ít được đầu tư về mọi mặt so với các huyện khác, đặc biệt là về giao thông, thủy lợi và các cơ sở hạ tầng khác. Nhưng Yên Thủy mà đặc biệt là các xã Yên Trị, Ngọc Lương, thị trấn Hàng Trạm là những địa phương có phong trào thâm canh nông nghiệp và sản xuất hàng hóa vào loại cao nhất tỉnh.
Yên Thủy có có 15 trường mầm non (234 lớp); 14 trường tiểu học (228 lớp); 13 trường trung học cơ sở (134 lớp); 1 trung tâm giáo dục thường xuyên (12 lớp); 3 trường trung học phổ thông (54 lớp); 1 trường phổ thông dân tộc nội trú huyện (8 lớp); 1 trung tâm dạy nghề huyện và 1 trung tâm bồi dưỡng chính trị.
Huyện có 1 bệnh viện đa khoa trung tâm, 2 bệnh viện đa khoa khu vực, 1 trung tâm y tế dự phòng, 13/13 trạm y tế xã, thị trấn, 1 đài truyền thanh truyền hình.

## Du lịch
Trên địa bàn huyện Yên Thủy có khá nhiều danh lam thắng cảnh mang tính lịch sử, đời sống, tôn giáo như Đình Xàm, Chùa Hang nằm trên quốc lộ 12B thuộc địa phận xã Yên Trị, động Thiên Tôn gồm 2 hang: hang cạn, hang nước (Ngọc Lương), hình thành làng du dịch sinh thái dân tộc Mường (Xóm Thấu, xã Lạc Sỹ), chùa Tác Đức (xã Lạc Thịnh), động Thiên Long (xã Lạc Lương). Trên địa bàn huyện trước đây còn có nhiều đình làng, như đình Khời tại xóm Thời 1, xã Hữu Lợi (nay là xóm Yên Thời), đình Rại tại xóm Rại, xã Hữu Lợi và đình làng của một số xóm làng khác. Tuy nhiên qua thời gian các di tích này chỉ còn lại dấu tích.
Hang Chùa, còn gọi là động Văn Quang, là hang trong núi Chùa Hang ở giữa cánh đồng thuộc thôn Đồng Mai, xã Yên Trị huyện Yên Thủy. Trong động Văn Quang có Chùa Hang là tên thường gọi của ngôi chùa được xây dựng trong động, xưa kia chùa có tên chữ là Thanh Lam Tự. Chùa Hang - Hang Chùa là di tích lịch sử - văn hoá, kiến trúc nghệ thuật, tôn giáo và danh lam thắng cảnh.

## Làng nghề
Làng nghề, nghề phụ phát triển trên điều kiện tự nhiên đa dạng của huyện:
- Nghề nấu rượu xóm Đình
- Đa dạng trong trồng trọt, chăn nuôi...